# Mario Clopatofsky
Mario Clopatofsky Velasco (ur. 18 stycznia 1958) – kolumbijski strzelec, olimpijczyk. Syn strzelca Álvaro.

## Kariera
Uczestnik Letnich Igrzysk Olimpijskich 1984, na których wystartował wyłącznie w karabinie małokalibrowym w trzech postawach z 50 m. Zajął 44. miejsce wśród 51 startujących zawodników. W karabinie małokalibrowym leżąc z 50 m zajął 3. miejsce w zawodach Pucharu Świata w Meksyku w 1986 roku.
Wraz z drużyną zdobył srebrny medal w karabinie pneumatycznym z 10 m podczas Igrzysk Ameryki Środkowej i Karaibów 1986. Był także drużynowym brązowym medalistą w karabinie małokalibrowym w trzech postawach z 50 m na igrzyskach w 1978 roku. W karabinie małokalibrowym stojąc z 50 m osiągnął 5. miejsce indywidualnie podczas Mistrzostw Ameryki 1985.

## Wyniki

### Igrzyska olimpijskie
| Igrzyska         | Konkurencja                               | Wynik                   | Miejsce | Źródło |
| ---------------- | ----------------------------------------- | ----------------------- | ------- | ------ |
| Los Angeles 1984 | Karabin małokalibrowy, trzy postawy, 50 m | 1100 pkt. (383–367–350) | 44      | [ 1 ]  |